# Wohnhaus Schlüter Straße 95
Das Wohnhaus Schlüter Straße 95 in Berne-Schlüte an der Ollen stammt vom Anfang des 20. Jahrhunderts.
Aktuell (2023) wird es als Wohnhaus genutzt.
Das Gebäude steht unter Denkmalschutz (siehe auch Liste der Baudenkmale in Berne).

## Beschreibung
Das eingeschossige giebelständige verputzte Wohnhaus vom Typ Oldenburger Hundehütte auf einem Kellergeschoss, mit Drempel, Satteldach und Krüppelwalmdach, beidseitigen Giebelrisaliten, Anbau sowie profilierten Fensterrahmungen, Brüstungsreliefs und geschossteilendem Gesims stammt von um 1905.
Die Villa mit Nebenanlagen steht auf einem großen Grundstück an der Unteren Ollen und gehört zu einer Gruppe von Villen (Hofanlage Schlüter Straße 85, Wohnhäuser Nr. 89 und Nr. 91).
Das Landesdenkmalamt befand: „… geschichtliche Bedeutung … als Teil der Gruppe ‚Villen Schlüter Straße‘ ….“